# Južni gonga jezici
Južni gonga jezici, jedna od tri podskupine gonga jezika, šira omotska skupina,  koju čine s jezicima anfillo [myo] (centralna podskupina) i borna [bwo] (sjeverna podskupina). Govore se na području Etiopije u regiji Kafa; blizu 625.000 govornika. 
Obuhvaća dva jezika: kafa [kbr], 570,000 (1994 popis); shekkacho [moy], 54.900 (1994 popis)

## Vanjske poveznice
- Ethnologue (14th)
- Ethnologue (15th)